# 탄약

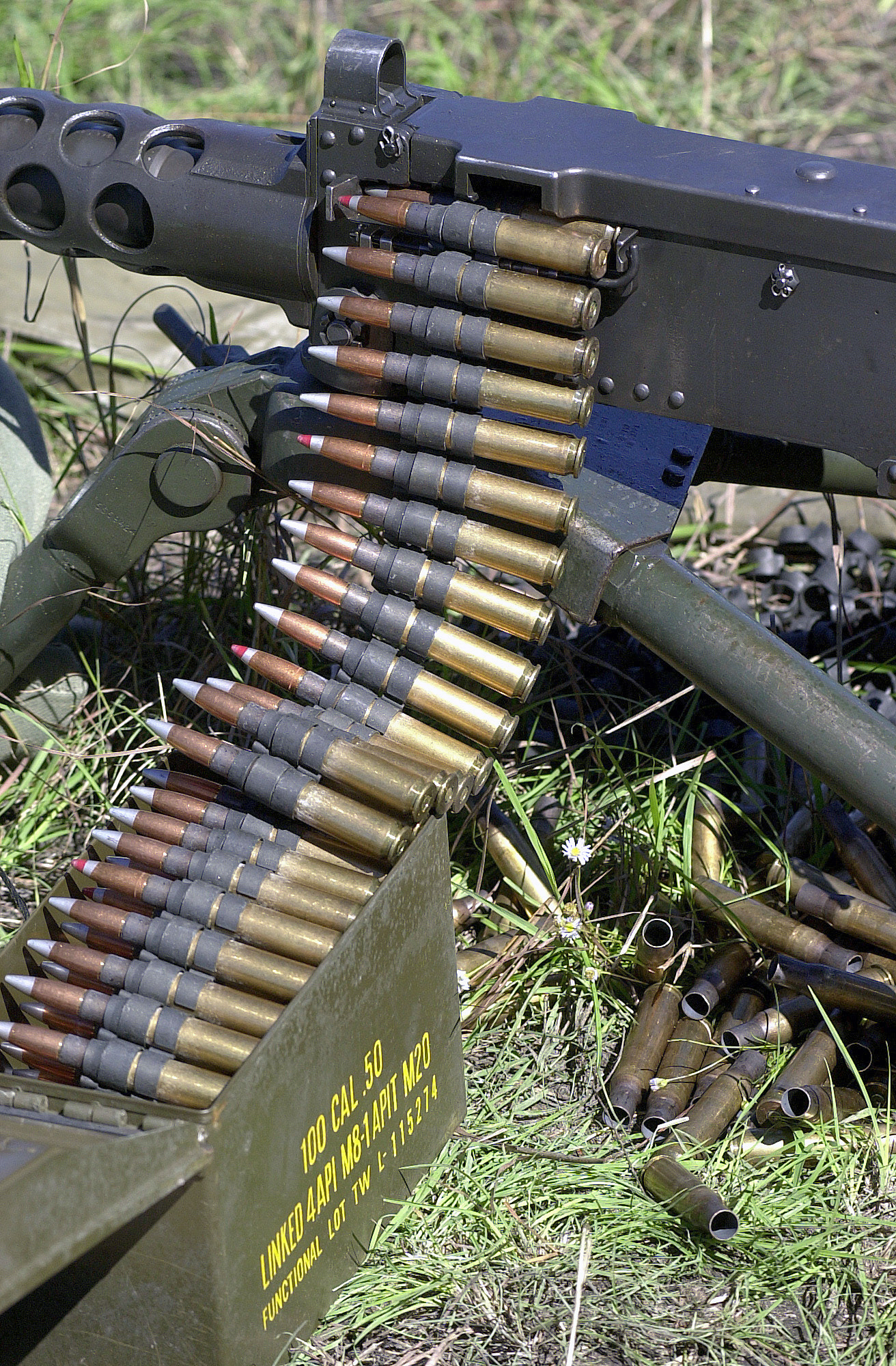
M2 브라우닝에 장전된 .50 BMG 탄약 벨트이다. 사진 속 50구경 탄약은 철갑소이탄 4발, 철갑소이예광탄 1발로 1개 탄통에 100발이 들어있다.

탄약(彈藥)은 총과 대포 등의 무기를 쏠 때 필요한 총알과 화약 (파우더)을 결합한 제품이다. 현대의 총에 일체화된 것은 탄약통으로 불린다. 무기 사용을 위해 부대에 보급해야할 소모품 전반을 가리키기도 한다.

## 같이 보기
- 탄알
- 탄약통
- 함포
- 화기
- 화승
- 화약
- 탄약
  - 곡사포
  - 덤덤탄
  - 산탄
  - 운동 에너지탄
  - 전피갑탄
  - 철갑탄
  - 포탄